# 王文煥 (光緒進士)
王文煥（?—?），河南省長葛縣人，清朝政治人物、進士出身。
光緒三十年，會試第185名；殿試登進士三甲第127名，后分發為知縣。